# ماتیو بارتون (تنیس‌باز)
 ماتیو بارتون (انگلیسی: Matthew Barton؛ زاده ۱۸ دسامبر ۱۹۹۱) یک تنیس‌باز اهل استرالیا است.